# フォルクスワーゲン・トランスポーター (T4)
フォルクスワーゲン・トランスポーター T4 (Volkswagen Transporter T4) はドイツのフォルクスワーゲンが製造する4代目トランスポーターである。1990年から2003年にかけて製造された。

## 概要
1990年に発売。北米市場ではフォルクスワーゲン・ユーロバンとして販売された。日本市場では1995年から1997年までフォルクスワーゲン・ヴァナゴンとして販売された。
トランスポーターシリーズとして初めてフロントマウントエンジン及び水冷エンジンが搭載された。
T4は正式にトランスポーターを名乗る最初のフォルクスワーゲンのバンである。
2003年まで14年間生産され、T1に次ぐ生産期間となった。

## ボディー
T4はパネルバン (Bピラーから後ろの窓がない)、コンビバン / ハーフパネル (BピラーとCピラーの間の窓がある)、カラベル / マルチバン (すべての窓がある)、Westfalia (キャンパーバン)、Doka (シングルキャブ及びダブルキャブ)の5つのボディータイプがある。
ホイールベースはショート (2,920mm) と ロング (3,320mm) の2種類があり、ルーフ高はポップアップルーフを含め、いくつかのバリエーションがある。

### ノーズ
T4は1996年にファイスリフトされフロントノーズが延長された。後期モデルではVR6エンジンを収めるためである。当初はカラベルとマルチバンにのみロングノーズが採用された。商用版は1999年までショートノーズが採用された。ショートノーズ版はT4a、ロングノーズ版はT4bと呼ばれる。

## 日本市場での歴史
- 1995年1月、フォルクスワーゲン・ヴァナゴンとして日本市場で発売開始。乗用グレードの「GL」のみ導入された。
- 1994年12月、1995年モデル発売開始。ハイマウントストップランプが搭載された。
- 1995年10月、1996年モデル発売開始。右サイドミラーが広角タイプとなったほか、フレッシュエアフィルターが装備された。
- 1997年5月、シャランの発売にともない、日本市場での発売が終了。